# Rennrodel-Europameisterschaften 1990
Die 32. Rennrodel-Europameisterschaften fanden 1990 im österreichischen Igls statt. Die von der Fédération Internationale de Luge de Course veranstalteten kontinentalen Titelkämpfe wurden am 13. und 14. Januar 1990 ausgetragen. Die EM fand unter dem Eindruck besonderer sportlicher und politischer Entwicklungen statt. Durch die politischen Umwälzungen in der DDR und Osteuropa im Herbst 1989 war die EM die erste große Rodel-Meisterschaft, die nicht mehr unter den Vorzeichen eines politischen Wettstreites stand. Hinzu kam durch den Wettkampfkalender im Weltcup eine besondere Konstellation. Dieser hatte erst Mitte Dezember 1989 begonnen und bis zur EM hatten auf ausschließlich europäischen Bahnen nur drei Weltcups überhaupt stattgefunden. Um für die anstehende Weltmeisterschaft Mitte Februar im kanadischen Calgary Wettkampfpraxis zu bekommen, wohl aber auch, um Zeitzeuge wichtiger Veränderungen in Europa zu werden, waren Athleten aus 26 Nationen nach Igls angereist, darunter Teilnehmer von sechs außereuropäischen Verbänden. Beim DDR-Team zeigten sich die neuen Verhältnisse auch sichtbar, so hatte man kurz vor der EM einen Sponsoren-Vertrag mit dem japanischen Autohersteller Suzuki unterzeichnet, dessen Werbung nun deutlich auf der Ausrüstung der DDR-Athleten zu sehen war. Darüber hinaus startete die erst im Spätsommer 1989 aus der DDR geflüchtete Jana Bode nun für den bundesdeutschen DBSV und trat nun erstmals bei einer großen Meisterschaft gegen ihre ehemaligen Teamkolleginnen an.
Es gab Wettbewerbe in den Einsitzern für Männer und Frauen, in Doppelsitzern für Männer sowie mit der Staffel. Abgesehen vom letzten Wettbewerb wurden alle Wettbewerbe in zwei Läufen entschieden. Entgegen dem Regelwerk der FIL hatten die Bahnbetreiber den Frauen- und Doppelsitzerstart bereits vor Saisonbeginn um etwa 250 m weiter nach oben verlegt, womit die Distanz in beiden Wettbewerben nunmehr zirka 1200 m statt der laut Regelwerk maximal möglichen 1050 m betrug. Dies bedeutete in beiden Wettbewerben größere Höchstgeschwindigkeiten, die auf der sehr harten Eisspur ein hohes fahrerisches Können abverlangten. Allerdings nahm kein Verband an dieser Startverlegung Anstoß.  Die erfolgreichste Mannschaft war mit Abstand das Team der DDR, welches drei von vier Titeln gewann.

## Frauen
Für den Start waren insgesamt 32 Sportlerinnen gemeldet, von denen 31 alle beiden Läufe absolvierten.
Seit der letzten Europameisterschaft 1988 hatte es speziell in der DDR-Mannschaft eine Wachablösung gegeben. Das Trio Martin, Oberhoffner und Schmidt war vom Leistungssport zurückgetreten, einzig Gabriele Kohlisch war aus dieser Athletengeneration übrig geblieben, die den letzten vorherigen Weltcup in Oberhof gewonnen hatte. Allerdings rückte mit der amtierenden Weltmeisterin Susi Erdmann leistungsstarker Nachwuchs nach, der durch die Talente Sylke Otto und Dana Riedel ergänzt wurde. Aus Italien war vor allem die Vizeweltmeisterin Gerda Weissensteiner zu beachten, hinzu kam aus der sowjetischen Mannschaft vor allem Julia Antipowa, die schon mit sehr guten Ergebnissen in der aktuellen Weltcupsaison auf sich aufmerksam gemacht hatte. Dem bundesdeutschen Auswahltrainer Sepp Lenz war durch die politischen Entwicklungen im Sommer/Herbst 1989 in der DDR unverhofft eine konkurrenzfähige Athletin zugegangen. Jana Bode, Junioren-Europameisterin von 1987, war im September 1989 über Ungarn in die Bundesrepublik geflüchtet und war noch vor Saisonbeginn in den bundesdeutschen Nationalkader aufgenommen worden. Die in Winterberg trainierende Thüringerin sorgte mit dem Sieg im ersten Weltcup-Rennen gleich für einen Paukenschlag und ließ eine bundesdeutsche Europameisterin erstmals seit 1978 nicht unrealistisch erscheinen.
Nach dem ersten Lauf gab es schon einige Vorentscheidungen. Mitfavoritin Gabi Kohlisch schlingerte in der harten Eisrinne ab der Kurve 12 und fiel fünf Meter vor dem Ziel gar vom Schlitten. Da ihr Sportgerät allein das Ziel passierte, wurde sie disqualifiziert. Auch Julia Antipowa wurde durch die hohen Geschwindigkeiten zu Fahrfehlern provoziert und belegte zunächst einen eher enttäuschenden vierzehnten Platz. Neuling Dana Riedel aus Oberwiesenthal konnte hingegen ihre gute Weltcupform bestätigen, mit Platz drei lag sie nach dem ersten Lauf auf Medaillenkurs. An der Spitze duellierten sich wie fast erwartet Susi Erdmann und Gerda Weißensteiner, wobei die Weltmeisterin aus Oberhof ihrer Konkurrentin bereits im ersten Lauf fast zwei Hundertstel abnehmen konnte. Im zweiten Lauf bestätigte Erdmann ihre hervorragende Form und gewann ihren ersten EM-Titel mit einem Vorsprung von 72 Hundertstel vor Gerda Weißensteiner. Dana Riedel erwies sich hingegen als ausgesprochener Pechvogel. Durch Fahrfehler in den Kurven 8 und 9 verlor sie über zwei Sekunden und wurde letztlich bis auf den 18. Platz durchgereicht. Von diesem Missgeschick profitierte Jana Bode, die sich mit der drittbesten Zeit die Bronzemedaille sicherte. Sylke Otto belegte bei ihrer ersten EM einen guten vierten Platz
Datum: 13. Januar 1990
| Platz | Sportler             | Land                         | 1. Lauf | 2. Lauf | Zeit            |
| ----- | -------------------- | ---------------------------- | ------- | ------- | --------------- |
| 1     | Susi Erdmann         | DDR                          | 52.472  | 52.467  | 1:44.939        |
| 2     | Gerda Weissensteiner | Italien                      | 52.490  | 52.539  | 1:45.029 +0.090 |
| 3     | Jana Bode            | BRD                          | 52.712  | 52.763  | 1:45.475 +0.446 |
| 4     | Sylke Otto           | DDR                          | 52.756  | 52.787  | 1:45.543 +0.514 |
| 5     | Andrea Tagwerker     | Österreich                   | 52.767  | 52.960  | 1:45.727 +0.698 |
| 6     | Angelika Neuner      | Österreich                   | 52.893  | 52.940  | 1:45.833 +0.804 |
| 7     | Natalia Jakuschenko  | Sowjetunion                  | 52.829  | 53.109  | 1:45.938 +0.909 |
| 8     | Iluta Gaile          | Sowjetunion                  | 53.152  | 52.825  | 1:45.977 +0.948 |
| 9     | Nadeschda Danilina   | Sowjetunion                  | 53.033  | 52.957  | 1:45.990 +0.961 |
| 10    | Julia Antipova       | Sowjetunion                  | 53.128  | 53.059  | 1:46.187 +1.158 |
| 11    | Cammy Myler          | Vereinigte Staaten           | −       | −       | −               |
| 12    | Doris Neuner         | Österreich                   | −       | −       | −               |
| 13    | Margit Paar          | BRD                          | 53.327  | 53.487  | 1:46.814 +1.785 |
| 14    | Bonny Warner         | Vereinigte Staaten           | −       | −       | −               |
| 15    | Mária Jasenčáková    | Tschechoslowakei             | −       | −       | −               |
| 16    | Natalie Obkircher    | Italien                      | −       | −       | −               |
| 17    | Petra Matechová      | Tschechoslowakei             | −       | −       | −               |
| 18    | Dana Riedel          | DDR                          | 52.584  | 55.267  | 1:47.851 +2.912 |
| 19    | Kitty Manning        | Vereinigte Staaten           | −       | −       | −               |
| 20    | Annabel Nash         | Vereinigtes Königreich       | −       | −       | −               |
| 21    | Nadja Prinoth        | Italien                      | −       | −       | −               |
| 22    | Anne Abernathy       | Amerikanische Jungferninseln | −       | −       | −               |
| 23    | Diana Ogle           | Australien                   | −       | −       | −               |
| 24    | Albena Sdrawkowa     | Bulgarien                    | −       | −       | −               |
| 25    | Ewa Petrak           | Polen                        | −       | −       | −               |
| 26    | Tamara Parac         | Jugoslawien                  | −       | −       | −               |
| 27    | Ljbka Filipova       | Bulgarien                    | −       | −       | −               |
| 28    | Anne Mette Sagbakken | Norwegen                     | −       | −       | −               |
| 29    | Mihaela Bucatariu    | Rumänien                     | −       | −       | −               |
| 30    | Synne Rönning        | Norwegen                     | −       | −       | −               |
| 30    | Liana Brehaitia      | Rumänien                     | −       | −       | −               |
| −     | Gabriele Kohlisch    | DDR                          | DSQ     | DSQ     | DSQ             |

## Doppelsitzer Männer
An den Start gingen 28 Doppelsitzer, von denen 26 die 2 Durchgänge absolvierten.
Nach dem Rücktritt der bundesdeutschen Titelverteidiger Schwab/Staudinger waren die DDR-Doppel Hoffmann/Pietzsch als amtierende Olympiasieger und Krauße/Behrendt als amtierende Weltmeister fast automatisch in der Favoritenrolle. Hinzu kam das italienische  Duo  Raffl/Huber als Vizeweltmeister und ihre Kollegen Brugger/Huber, die im Weltcup vorn mitfuhren. Aus bundesdeutscher Sicht war das Duo Ilsanker/Hackl, immerhin Olympiavierte von 1988, am ehesten noch in der Lage, um eine Medaille mitzufahren.
Der Wettbewerb verlief zunächst erwartungsgemäß, Hoffmann/Pietzsch führten mit fast 50 Hundertsteln vor Raffl/Huber, darauf folgten Krauße/Behrendt. Allerdings hatten die Olympiasieger noch ihre Startnummern aus dem Training an, was zu einem Protest der italienischen Mannschaft führte. Die Jury sah dies aber nicht als Disqualifikationsgrund an. Dennoch schien dieser Zwischenfall das führende Duo nervös zu machen, denn im zweiten Lauf fuhren sie nur die drittbeste Zeit. Während sich Krauße/Behrendt mit Laufbestzeit Bronze sicherten, wurde es vor dem Start von Raffl/Huber nochmals spannend. Am Ende trennten sie 14 Hundertstel von der Goldmedaille, so dass Hoffmann/Pietzsch ihren ersten EM-Titel feiern konnten.
Datum: 10. Januar 1992
| Platz | Sportler                            | Land               | 1. Lauf | 2. Lauf | Zeit            |
| ----- | ----------------------------------- | ------------------ | ------- | ------- | --------------- |
| 1     | Jörg Hoffmann Jochen Pietzsch       | DDR                | 51.949  | 52.155  | 1:44.104        |
| 2     | Hansjörg Raffl Norbert Huber        | Italien            | 52.056  | 52.062  | 1:44.118 +0.014 |
| 3     | Stefan Krauße Jan Behrendt          | DDR                | 52.150  | 52.014  | 1:44.164 +0.060 |
| 4     | Kurt Brugger Wilfried Huber         | Italien            | 52.246  | 52.593  | 1:44.515 +0.351 |
| 5     | Lewan Tibilow Kaha Wachtangaschwili | Sowjetunion        | 52.593  | 52.977  | 1:45.570 +0.406 |
| 6     | Bernhard Kammerer Walter Brunner    | Italien            | 52.737  | 52.844  | 1:45.581 +0.417 |
| 7     | Igor Lobanow Gennadi Beljakow       | Sowjetunion        | 52.646  | 52.936  | 1:45.582 +0.418 |
| 8     | Stefan Ilsanker Georg Hackl         | BRD                | 52.741  | 52.969  | 1:45.710 +0.546 |
| 9     | Yves Mankel Thomas Rudolph          | DDR                | 52.641  | 53.268  | 1:45.909 +0.745 |
| 10    | Manfred Heinzelmaier Herbert Studer | Österreich         | −       | −       | −               |
| 11    | Gerhard Gleirscher Markus Schmidt   | Österreich         | −       | −       | −               |
| 12    | Jan Bakala Jiri Kraus               | Tschechoslowakei   | −       | −       | −               |
| 13    | Uwe Reindl Michael Zindl            | BRD                | 53.093  | 53.744  | 1:46.837 +2.733 |
| 14    | Wendel Suckow Bill Tavares          | Vereinigte Staaten | −       | −       | −               |
| 15    | Jacek Michalik Leszek Poreba        | Polen              | −       | −       | −               |
| 16    | Ilko Karatscholow Iwan Karatscholow | Bulgarien          | −       | −       | −               |
| 17    | Hans Kohala Stefan Andersson        | Schweden           | −       | −       | −               |
| 18    | Radek Sefer Jan Kohoutek            | Tschechoslowakei   | −       | −       | −               |
| 19    | Tommy Brissman Jonas Regnell        | Schweden           | −       | −       | −               |
| 20    | Dan Comsa Alexandru Comsa           | Rumänien           | −       | −       | −               |
| 21    | Snotte Pedersen Kristian Schorcht   | Norwegen           | −       | −       | −               |
| 22    | Morten Paulsen Jörgen Pedersen      | Norwegen           | −       | −       | −               |
| 23    | Ioan Apostol Liviu Cepoi            | Rumänien           | −       | −       | −               |
| 24    | Suad Karajica Igor Špirić           | Jugoslawien        | −       | −       | −               |
| 25    | Leszek Szareijko Tomasz Holowacz    | Polen              | −       | −       | −               |
| 26    | Marcin Slawinski Jaroslaw Grzyb     | Polen              | −       | −       | −               |
| −     | Norbert Rosenberger Daniel Schubert | BRD                | DNF     | DNF     | DNF             |
| −     | Panaiot Angelow Borislaw Belthinsi  | Bulgarien          | DSQ     | DSQ     | DSQ             |

## Männer
Georg Hackl war nach dem Saisonverlauf im Weltcup mit zwei Siegen in drei Rennen und seinen Meriten als Titelverteidiger und amtierender Weltmeister fast zwangsläufig der Titelfavorit Nummer eins. Allerdings war der Vizeeuropameister Markus Prock auf seiner Hausbahn nicht abzuschreiben, hinzu kamen mit Olympiasieger Jens Müller den Huber-Brüdern Arnold und Norbert aus Italien weitere, zumindest Medaillenkandidaten.
Georg Hakl ließ allerdings bereits im ersten Lauf seien Titelambitionen klar durchblicken, mit über zwei Zehnteln Vorsprung verwies er Markus Prock deutlich in die Schranken. Die eigentliche Überraschung war Gaststarter Kazuhiko Takamatsu, der mit der viertbesten Zeit im Klassement einen ungewohnten Farbtupfer setzte. Auch im zweiten Lauf fuhr Hackl diesmal mit Bahnrekord Bestzeit und verteidigte somit letztlich souverän mit fast einer halben Sekunde Vorsprung vor Markus Prock seinen Titel. Jens Müller gewann Bronze vor seinem Mannschaftskollegen Rene Friedl, der sich im zweiten Lauf noch auf den vierten Platz verbesserte. Der Japaner Takamatsu belegte letztlich den 6. Platz.
Datum: 12. Januar 1990
| Platz | Sportler               | Land                         | 1. Lauf | 2. Lauf | Zeit            |
| ----- | ---------------------- | ---------------------------- | ------- | ------- | --------------- |
| 1     | Georg Hackl            | BRD                          | 49.664  | 49.624  | 1:39.288        |
| 2     | Markus Prock           | Österreich                   | 49.906  | 49.811  | 1:39.717 +0.429 |
| 3     | Jens Müller            | DDR                          | 49.951  | 49.861  | 1:39.812 +0.524 |
| 4     | René Friedl            | DDR                          | 50.124  | 49.951  | 1:40.125 +0.837 |
| 5     | Sergej Danilin         | Sowjetunion                  | 50.068  | 50.068  | 1:40.136 +0.848 |
| 6     | Kazuhiko Takamatsu     | Japan                        | 50.018  | 50.274  | 1:40.292 +1.004 |
| 7     | Arnold Huber           | Italien                      | −       | −       | −               |
| 8     | Norbert Huber          | Italien                      | −       | −       | −               |
| 9     | Manfred Heinzelmaier   | Österreich                   | −       | −       | −               |
| 10    | Otto Mayregger         | Österreich                   | −       | −       | −               |
| 11    | Valeri Dudin           | Sowjetunion                  | −       | −       | −               |
| 12    | Thomas Jacob           | DDR                          | −       | −       | 1:40.660 +1.372 |
| 13    | Karsten Albert         | DDR                          | −       | −       | 1:40.679 +1.391 |
| 14    | Johannes Schettel      | BRD                          | −       | −       | −               |
| 15    | Max Burghartswieser    | BRD                          | −       | −       | −               |
| 16    | Juri Chartschenko      | Sowjetunion                  | −       | −       | −               |
| 17    | Herbert Studer         | Österreich                   | −       | −       | −               |
| 18    | Willi Huber            | Italien                      | −       | −       | −               |
| 19    | Norbert Rosenberger    | BRD                          | −       | −       | −               |
| 20    | Wendel Suckow          | Vereinigte Staaten           | −       | −       | −               |
| 21    | Andrei Rogkov          | Sowjetunion                  | −       | −       | −               |
| 22    | Dan Ray                | Vereinigte Staaten           | −       | −       | −               |
| 23    | Mikael Holm            | Schweden                     | −       | −       | −               |
| 24    | Radek Sefer            | Tschechoslowakei             | −       | −       | −               |
| 25    | Jose Skvarek           | Tschechoslowakei             | −       | −       | −               |
| 26    | Jan Kohoutek           | Tschechoslowakei             | −       | −       | −               |
| 27    | Pablo Garcia Munoz     | Spanien                      | −       | −       | −               |
| 28    | Anders Söderberg       | Schweden                     | −       | −       | −               |
| 29    | Peter Beck             | Liechtenstein                | −       | −       | −               |
| 30    | Nick Ovett             | Vereinigtes Königreich       | −       | −       | −               |
| 31    | Ioan Apostol           | Rumänien                     | −       | −       | −               |
| 32    | Harald Rolfsen         | Norwegen                     | −       | −       | −               |
| 33    | Mike Howard            | Vereinigtes Königreich       | −       | −       | −               |
| 34    | Jacek Michalik         | Polen                        | −       | −       | −               |
| 35    | Yves Boyer             | Frankreich                   | −       | −       | −               |
| 36    | Ruben Gonzales         | Argentinien                  | −       | −       | −               |
| 37    | Leszek Poreba          | Polen                        | −       | −       | −               |
| 38    | Gerhard Plankensteiner | Italien                      | −       | −       | −               |
| 39    | Leszek Szarejko        | Polen                        | −       | −       | −               |
| 40    | Suad Karajica          | Jugoslawien                  | −       | −       | −               |
| 41    | Hans Kohala            | Schweden                     | −       | −       | −               |
| 42    | Tim Wiley              | Vereinigte Staaten           | −       | −       | −               |
| 43    | Bill Tavarez           | Vereinigte Staaten           | −       | −       | −               |
| 44    | Simon Payne            | Bermuda                      | −       | −       | −               |
| 45    | Frederic Bertrand      | Frankreich                   | −       | −       | −               |
| 46    | Dan Comsa              | Rumänien                     | −       | −       | −               |
| 47    | Liviu Cepoi            | Rumänien                     | −       | −       | −               |
| 48    | Borislaw Beltshinski   | Bulgarien                    | −       | −       | −               |
| 49    | Panaiot Angelow        | Bulgarien                    | −       | −       | −               |
| 50    | Graham Maddock         | Bermuda                      | −       | −       | −               |
| 51    | Toivo Halvorsen        | Norwegen                     | −       | −       | −               |
| 52    | Olivier Fraise         | Frankreich                   | −       | −       | −               |
| 53    | Bill Balme             | Neuseeland                   | −       | −       | −               |
| 54    | Senda Omanovic         | Jugoslawien                  | −       | −       | −               |
| 55    | Morten Paulsen         | Norwegen                     | −       | −       | −               |
| 56    | Igor Špirić            | Jugoslawien                  | −       | −       | −               |
| 57    | Tommy Brissman         | Schweden                     | −       | −       | −               |
| 58    | Heikkila Kyle          | Amerikanische Jungferninseln | −       | −       | −               |
| −     | Michael Otzenberger    | Schweiz                      | DNF     | DNF     | DNF             |
| −     | Zdzislaw Sidorowicz    | Polen                        | DNF     | DNF     | DNF             |
| −     | Lars-Marius Waldal     | Norwegen                     | DNF     | DNF     | DNF             |
| −     | Peter van der Zeile    | Sri Lanka                    | DNF     | DNF     | DNF             |

## Teamrennen
Der letzte EM-Wettbewerb wurde in Einzelrennen ausgetragen, deren einzelne Zeiten in Punkte umgerechnet wurden. Dabei wurden die Punkte bei den Einsitzern in Einer-Schritten, bei den Doppelsitzern allerdings in Zweier-Schritten vergeben. In den Einzelkonkurrenzen gingen  zwei Starter pro Team in die Wertungen ein.  Zuerst gingen die Männer ins Rennen, anschließend die Frauen-Einsitzer und als letztes die Doppelsitzer.
Nachdem bei der Premiere 1988 die bundesdeutsche Mannschaft das DDR-Team mit 15 Punkten Vorsprung schlagen konnte, hatte das deutsch-deutsch Duell nach dem Verlauf der EM seinen besonderen Reiz. Mit zwei Titeln (Frauen, Doppel) war die DDR-Mannschaft gegenüber der DBSV-Auswahl mit einem Titel durch Georg Hackl leicht in der Favoritenstellung. Lediglich Außenseiterchancen wurden Team Italien eingeräumt. Letztlich zog die bundesdeutsche Auswahl in allen Wertungen gegenüber dem DDR-Team den Kürzeren und lag am Ende 15 Punkte zurück. Allerdings war die Silbermedaille für die Schützlinge von Sepp Lenz ein hartes Stück Arbeit. Bereits nach den Männerwettbewerben lag Team Italien auf Rang zwei, Gerda Weißensteiner baute den Vorsprung auf 5 Punkte aus. Erst durch die schwache Platzierung von Natalie Obkircher lag die bundesdeutsche Mannschaft 5 Punkte vor Team Italien. Allerdings wartete bei den Doppel mit Raffl/Huber ein starker Gegner auf Ilsanker/Hackl. Die Italiener fuhren Bestzeit, Ilsanker/Hackl gelang mit dem dritten Platz und den dafür vergebenen 26 Zählern eine Punktlandung. Am Ende lag Team Bundesrepublik einen Punkt vor Team Italien.
Datum: 14. Januar 1990
| Platz | Land                         | Sportler                                                                         | Punkte         | Gesamtpunktzahl |
| ----- | ---------------------------- | -------------------------------------------------------------------------------- | -------------- | --------------- |
| 1     | DDR                          | Jens Müller René Friedl Susi Erdmann Sylke Otto Hoffmann/Pietzsch                | 30 25 30 25 28 | 138             |
| 2     | BRD                          | Georg Hackl Johannes Schettel Jana Bode Margit Paar Ilsanker/Hackl               | 28 21 27 21 26 | 123             |
| 3     | Italien                      | Arnold Huber Norbert Huber Gerda Weissensteiner Natalie Obkircher Raffl/Huber    | 27 26 28 11 30 | 122             |
| 4     | Sowjetunion                  | Sergej Danilin Waleri Dudin Julija Antipowa Natalia Jakuschenko Lobanow/Beljakow |                | 117             |
| 5     | Österreich                   | Markus Prock Otto Mayregger Angelika Neuner Andrea Tagwerker Heinzelmaier/Studer |                | 117             |
| 6     | Vereinigte Staaten           |                                                                                  |                | 103             |
| 7     | Tschechoslowakei             | −                                                                                | −              | −               |
| 8     | Rumänien                     | −                                                                                | −              | −               |
| 9     | Bulgarien                    | −                                                                                | −              | −               |
| 10    | Norwegen                     | −                                                                                | −              | −               |
| 11    | Polen                        | −                                                                                | −              | −               |
| 12    | Schweden                     | −                                                                                | −              | −               |
| 13    | Vereinigtes Königreich       | −                                                                                | −              | −               |
| 14    | Jugoslawien                  | −                                                                                | −              | −               |
| 15    | Japan                        | −                                                                                | −              | −               |
| 16    | Liechtenstein                | −                                                                                | −              | −               |
| 17    | Amerikanische Jungferninseln | −                                                                                | −              | −               |
| 18    | Spanien                      | −                                                                                | −              | −               |
| 19    | Argentinien                  | −                                                                                | −              | −               |
| 20    | Frankreich                   | −                                                                                | −              | −               |
| 21    | Bermuda                      | −                                                                                | −              | −               |
| 22    | Neuseeland                   | −                                                                                | −              | −               |

## Medaillenspiegel
| Platz | Land       | Gold | Silber | Bronze | Gesamt |
| ----- | ---------- | ---- | ------ | ------ | ------ |
| 1     | DDR        | 3    | 0      | 2      | 5      |
| 2     | BRD        | 1    | 1      | 1      | 3      |
| 3     | Italien    | 0    | 2      | 1      | 3      |
| 4     | Österreich | 0    | 1      | 0      | 1      |